# Jarki
Jarki falu Horvátországban, Varasd megyében. Közigazgatásilag Cesticához tartozik.

## Fekvése
Varasdtól 20 km-re északnyugatra, községközpontjától Cesticától 4 km-re délnyugatra, a Zagorje hegyeinek északi részén fekvő szórványtelepülés.

## Története
1857-ben 193, 1910-ben 275 lakosa volt. 1920-ig Varasd vármegye Varasdi járásához tartozott. 2001-ben  a falunak 148 lakosa volt.

## Népessége
| Lakosság változása | Lakosság változása | Lakosság változása | Lakosság változása | Lakosság változása | Lakosság változása | Lakosság változása | Lakosság változása | Lakosság változása | Lakosság változása | Lakosság változása | Lakosság változása | Lakosság változása | Lakosság változása | Lakosság változása | Lakosság változása |
| ------------------ | ------------------ | ------------------ | ------------------ | ------------------ | ------------------ | ------------------ | ------------------ | ------------------ | ------------------ | ------------------ | ------------------ | ------------------ | ------------------ | ------------------ | ------------------ |
| 1857               | 1869               | 1880               | 1890               | 1900               | 1910               | 1921               | 1931               | 1948               | 1953               | 1961               | 1971               | 1981               | 1991               | 2001               | 2011               |
| 193                | 239                | 223                | 226                | 257                | 275                | 257                | 292                | 321                | 251                | 241                | 189                | 170                | 155                | 148                | 155                |